# ستيفن غراي
ستيفن غراي (بالإنجليزية: Steven Gray)‏ (17 أكتوبر 1981 دبلن جمهورية أيرلندا - ) هو لاعب كرة قدم أيرلندي يلعب كمدافع.